# John Wilkes Booth

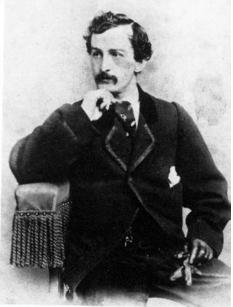
Charles Fredricks: John Wilkes Booth, cca 1862

John Wilkes Booth (10. května 1838 Bel Air, Maryland – 26. dubna 1865 Port Royal, Virginie) byl americký herec, který zavraždil prezidenta USA Abrahama Lincolna ve Fordově divadle ve Washingtonu dne 14. dubna 1865. Jednalo se o sympatizanta Konfederace. Byl zásadně proti zrušení otrokářství v USA a Lincolnovu návrhu dát volební práva právě emancipovaným otrokům.

## Život
Pocházel z prominentního hereckého rodu Boothů z Marylandu, v 60. letech 19. století byl populárním hercem známým na jihu i severu USA. Byl rovněž sympatizantem Konfederace a veřejně odsuzoval Lincolnovu administrativu. Byl silným odpůrcem zrušení otroctví v celých USA a také plánu přijetí volebního práva pro osvobozené otroky. Tyto důvody, spolu s porážkou Jihu v občanské válce, ho vedly ke spáchání atentátu na prezidenta USA.
Na začátku let šedesátých Johna Wilkese Bootha osobně několikrát ve svém fotoateliéru fotografoval Charles Fredricks.

## Atentát na prezidenta Lincolna
Původním plánem Johna Wilkese Bootha bylo zajmout prezidenta cestou na jeho víkendové sídlo a vyměnit ho za zajaté vojáky Konfederace. Jednoho dne si šel Booth pro poštu do Fordova divadla, tak se dověděl, že večer se divadla zúčastní i prezident. Tehdy se v jeho hlavě zrodil nápad Lincolna zavraždit. Na přípravu měl asi osm hodin.
Vedle Lincolna měli Boothovi nohsledi zavraždit i viceprezidenta Andrewa Johnsona a ministra zahraničních věcí Williama Sewarda, i když nakonec se zdařil pouze atentát na prezidenta.
Booth se dostal do divadla zadním vchodem a přešel až k prezidentské lóži. Dírou ve dveřích, kterou si předtím vyvrtal, se podíval, jestli je prezident na místě. Nic mu nebránilo v cestě, protože prezident si s sebou do divadla ochranku nebral, zvlášť potom na Velký pátek ne. Přistoupil k prezidentovi a vystřelil. Vzápětí seskočil z balkónu a vykřikl: „Sic Semper Tyrannis!“ (tj. „Tak se děje tyranům!“ / „Vražda na tyranovi není zločin!“)
Lincoln zemřel den po atentátu na následky svých zranění. Stalo se tak 15. dubna 1865 v 7:22 ráno. Projektil, který Booth vystřelil, zasáhl prezidenta za levé ucho.
Další atentáty na politické představitele Unie už úspěšné nebyly. Ministr vnitra Seward byl fyzicky napaden, ale ze zranění se vyléčil. Útočník, který měl zabít viceprezidenta Johnsona, se k činu ani neodhodlal.

## Dopadení a smrt
Po atentátu uprchl do jižního Marylandu. Cestu mu komplikovala zlomenina kotníku, kterou si způsobil při skoku z prezidentovy lóže v divadle, když prchal. Atentátník chtěl uprchnout do severní Virginie, ale byl pronásledován a zastřelen jedinou střelou do krku vojákem Unie o 12 dní později, ačkoliv se později objevily konspirační teorie, že uprchl a zemřel až o řadu let později pod jiným jménem.
Osm dalších spiklenců bylo dopadeno, obžalováno a čtyři z nich oběšeni.